# HMS Dittany (K279)
HMS Dittany (K279) je bila korveta izboljšanega razreda Flower, ki je med drugo svetovno vojno plula pod zastavo Kraljeve vojne mornarice.

## Zgodovina
Ladjo je naročila Kraljeva vojna mornarica, sprva je bilo mišljeno, da bi jo po obrnjenem programu Lend-Lease dobila Vojna mornarica ZDA. 7. marca 1943 so jo prevzeli Američani pod imenom USS Beacon (PG-88), nato pa je bila predana Kraljevi vojni mornarici in pod originalnim imenom služila do konca vojne.